# 菅生村 (茨城県)
菅生村（すがおむら）は、郡区町村編制法以前より1956年（昭和31年）4月1日まで存在した茨城県北相馬郡の村。現在の茨城県常総市南西部。

## 地理
北相馬郡西部、同郡の北端に位置した村である。旧北相馬郡のうち鬼怒川西岸に存在した3村（1889年以前は4村）のうちの1つで、旧村域の西部には菅生沼がある。現在の地名では常総市菅生町、大塚戸町に相当する。

### 地域
- 大字菅生
  - （字）会野島、天砂（あまずな）、打込、大谷津（おおやづ）、香取山（かどりやま）、香取正（かどりやま）、蒲柄、上沼、上野（かみの）、神出し（かんだし）、黄金、古谷（こや）、小谷沼（こやぬま）、小谷沼新田、西郷花（さいごっぱな）、下香、下野原、下根、下沼、大並（だいなみ）、樽井、中郷、中里、中島、中曽根、西口、西郷（にしごう）、初戸（はつど）、原、平松、保地、前里、
- 大字大塚戸
  - （字）椚森、小谷沼、小谷沼新田、篠山、篠正（しのやま）、新田、遠久保、堀込（ほっこめ）、松山、松正（まつやま）、向山（むかいやま）、向正（むかいやま）ほか

## 歴史
1954年（昭和29年）3月時点では、北相馬郡の鬼怒川西岸3村（内守谷村、坂手村、菅生村）での合併案が出されていたが、同年6月17日には内守谷村、鬼怒川東岸の小絹村との合併案に変更された（坂手村は同年7月に水海道市に編入）。その後、さらに変更が加えられ、菅生村は内守谷村と共に水海道市に編入される案が示された。しかし、菅生村では、守谷町は水海道市より健全財政であること、守谷町は水海道市よりも農村の色合いが強いことから健全な農村建設ができると考えることなどを挙げ、守谷町との合併を求める人が一定数おり、水海道市との合併案が具体化していくにつれて｢守谷町合併促進同盟｣が結成され、守谷町との合併を求める運動が起こった。最終的には、先に編入された旧坂手村を含む北相馬郡の鬼怒川西岸3村は｢絹西三箇村｣と呼ばれて一体性を保持していたことや、分離しなければいけないほどの理由が存在しないとして、境界変更をすべきではないという結論が下され、1956年（昭和31年）4月1日に旧結城郡を中心に構成されていた水海道市（常総市）に編入された。また、仮に3村が2つの市町に分離されたとしても、菅生村では組合立の絹西中学校へ通学させたいという希望が存在した。なお、現在では旧北相馬郡のうち、鬼怒川西岸3村にあたる地域は県西地域、左岸は県南地域と、別々の地域に属する。

### 沿革・年表
- 1873年（明治6年）6月15日 - 廃藩置県により、相馬郡が千葉県所属となる。
- 1875年（明治8年）5月7日 - 相馬郡のうち、利根川以北が茨城県に移管。
- 1878年（明治11年）11月2日 - 郡区町村編制法が施行され、相馬郡が2つに分割され、北相馬郡が成立する。
- 1889年（明治22年）4月1日 - 町村制施行に伴い、菅生村と大塚戸村が合併し、北相馬郡菅生村が発足。
- 1926年（大正15年）11月8日 - 小作争議が激化。小作人側は子供を地主の子供と同じ小学校に通学させることはできないとして同盟休校を行った[3]。
- 1956年（昭和31年）4月1日 - 菅生村と内守谷村が水海道市に編入され、菅生村は消滅。

## 地域の変遷

### 市町村域
| 1878年7月21日以前 | 1878年7月22日 - 1956年3月31日 | 1956年4月1日 - 2006年1月1日 | 現在   |
| ----------------- | ----------------------------- | --------------------------- | ------ |
| 相馬郡菅生村      | 北相馬郡菅生村                | 水海道市                    | 常総市 |
| 相馬郡大塚戸村    | 北相馬郡菅生村                | 水海道市                    | 常総市 |

## 施設

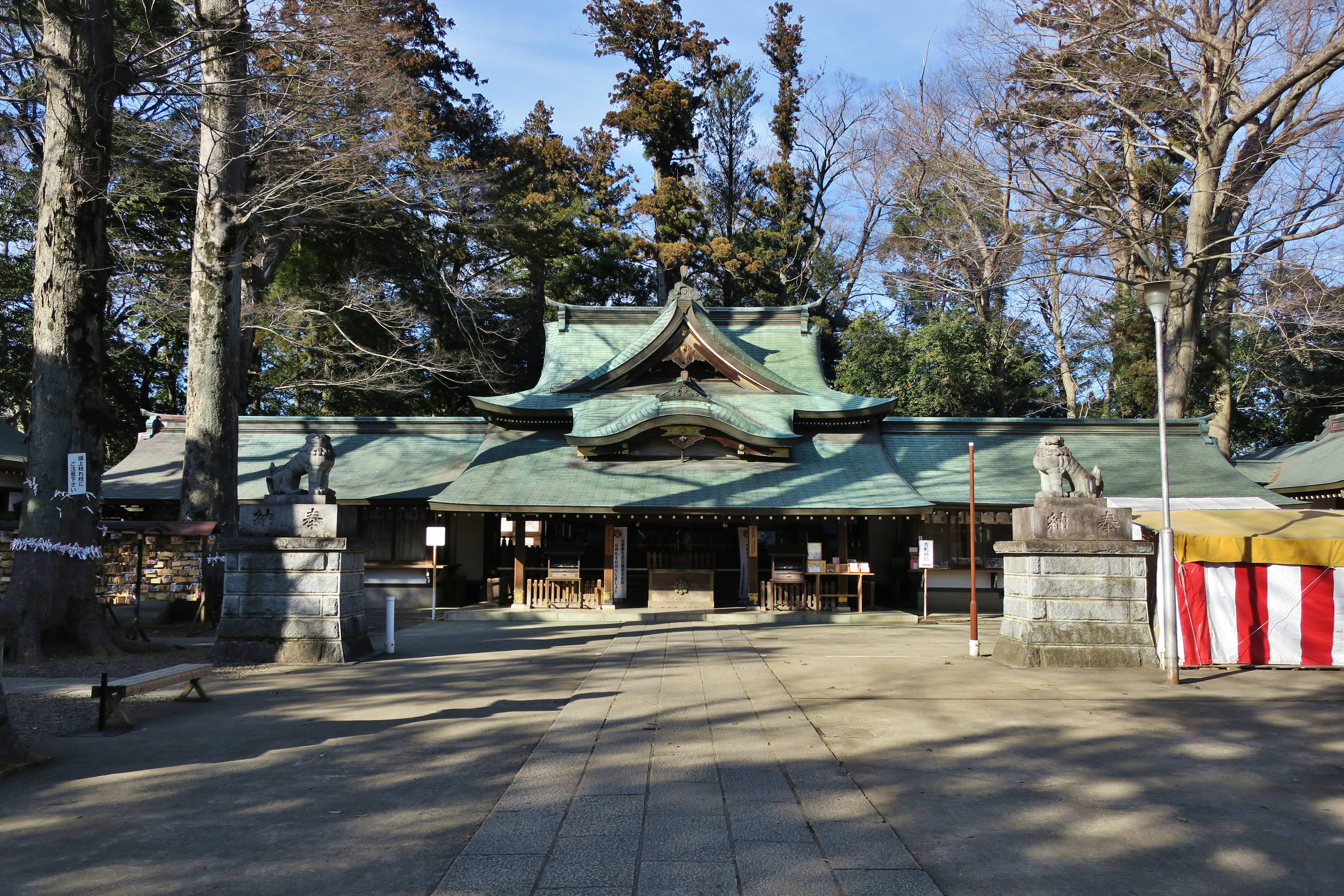
一言主神社

- 菅生村立菅生小学校
- 菅生沼
- 一言主神社
- 水海道あすなろの里